# Ermida de São Francisco das Almas (São Mateus da Calheta)

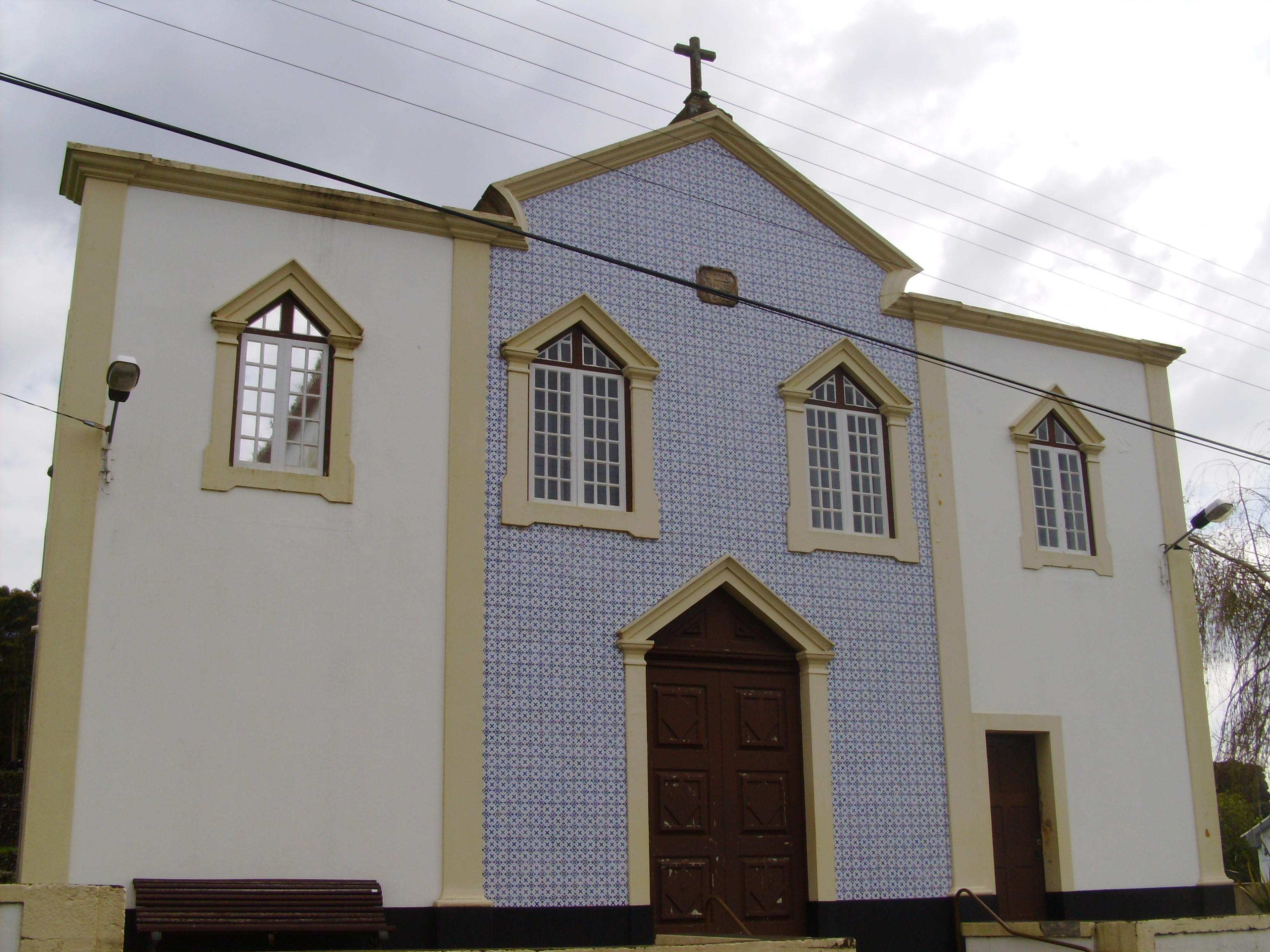
Ermida de São Francisco das Almas, São Mateus da Calheta.

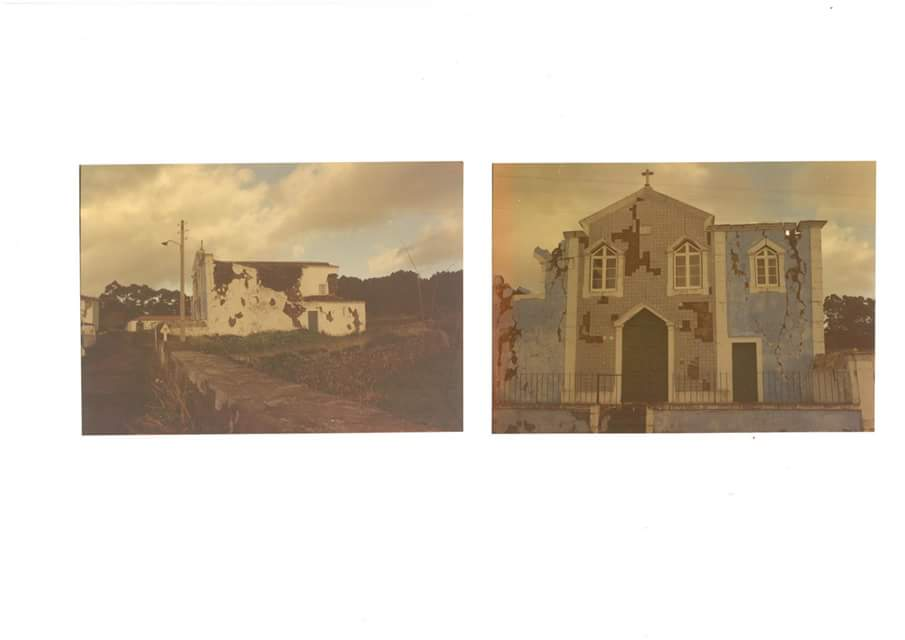
Danos provocados pelo terramoto de 1980.

A Ermida de São Francisco das Almas localiza-se na freguesia de São Mateus da Calheta, concelho de Angra do Heroísmo, na ilha Terceira, nos Açores.
É pertença da Diocese de Angra e como pública que é encontra-se aberta ao culto e serve respectivamente as populações Norte e Este da freguesia.
De arquitetura atípica, esta ermida possui uma nave central, uma nave lateral esquerda (que dá acesso ao sacrário) e um transepto no lado direito do altar. Tem ainda um coro alto, uma sacristia, uma casa de banho e duas salas (geralmente utilizadas para catequese). Apesar de não possuir torres, tem uma sineira no lado esquerdo.